# Alla Tarán
Alla Tarán (Ucrania, 23 de febrero de 1941-12 de septiembre de 2017) fue una violinista y pedagoga ucraniana.

## Síntesis biográfica
En Ucrania se formó como violinista y trabajó como profesora de Práctica de Conjunto Instrumental (coordinación entre instrumentistas en un conjunto de cámara).
Desde 1969 residió en Cuba.
Fue una de las más prestigiosas profesoras de violín de La Habana. Contribuyó a la formación de varias generaciones de músicos cubanos, muchos de los cuales son destacados instrumentistas como Igmar Alderete Acosta (1969-),
Yan Carlos Artime Pérez (1971-)
e Ilmar López Gavilán (1974-).

## Labor profesional en Cuba
En Cuba trabajó como profesora de violín en las escuelas de música de las provincias de Santa Clara y Cienfuegos, y como ayudante de concertino (‘violinista principal’) de la Orquesta Sinfónica Nacional en La Habana. Desde 1978 residió en la ciudad de La Habana, donde desarrolló una relevante labor como profesora de violín en la Escuela Nacional de Arte, el Conservatorio Elemental de Música Manuel Saumell, el Conservatorio Amadeo Roldán y el Instituto Superior de Arte.
En 1997 fue miembro del Primer Concurso de Violín José White, celebrado en La Habana, y de otros concursos nacionales en los que varios de sus alumnos de nivel elemental y nivel medio han obtenido premios. Integró la Comisión Técnica Nacional de violín.

## Orquesta sinfónica infantil
Creó la primera Orquesta Sinfónica de Niños y el primer Conjunto de Violines de Cuba. Este último aún está activo y participantes de numerosas actividades culturales. Poseía la Medalla al Mérito Pedagógico, entre otros importantes reconocimientos.